# Corte de Apelações Comuns

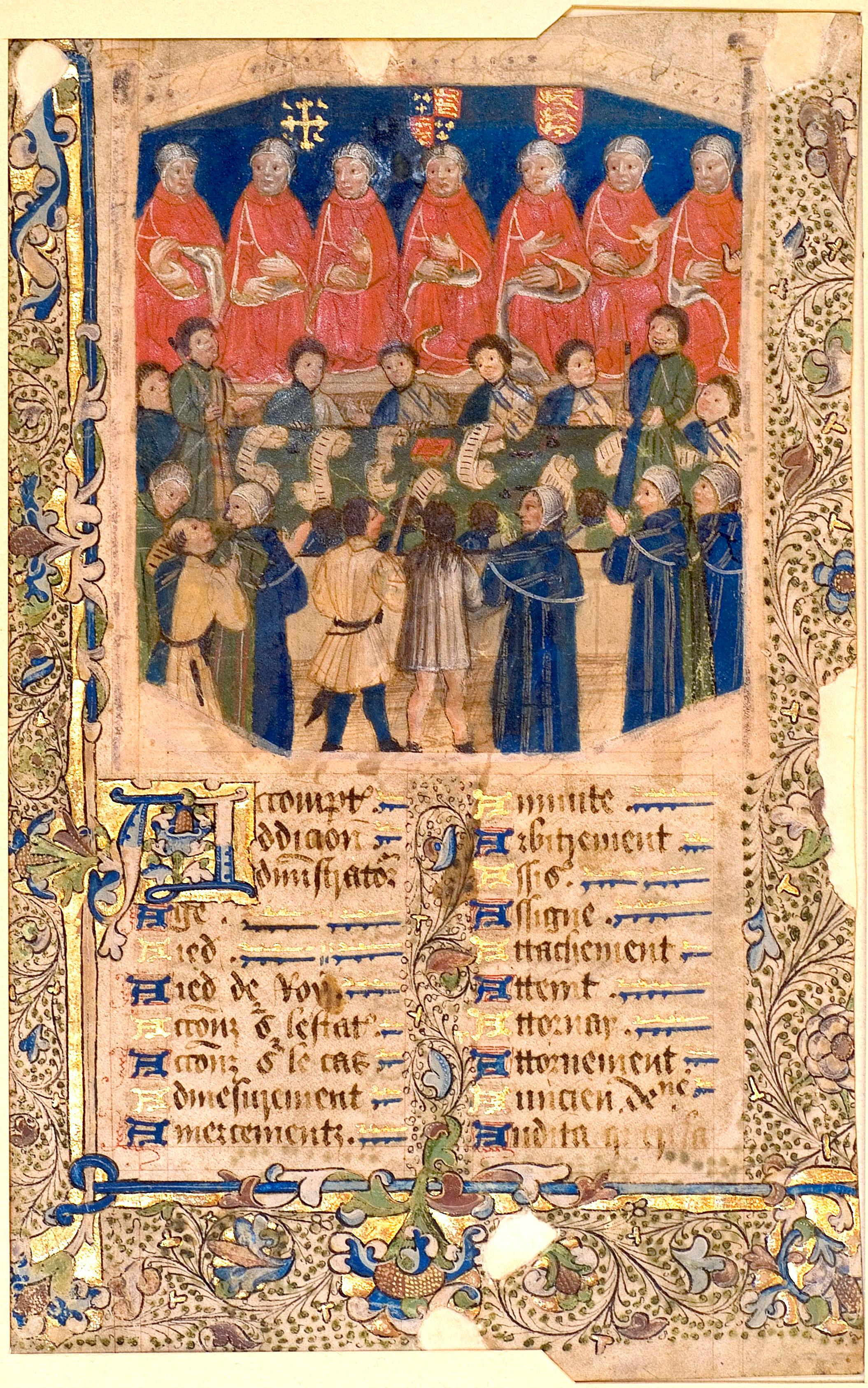
A Corte de Apelações Comuns em trabalho. A imagem mostra pleiteadores e clientes diante de sete juízes e, abaixo deles, seus escriturários

A Corte de Apelações Comuns, ou Tribunal Comum, foi um tribunal de direito comum (common law) no sistema jurídico inglês que cobria "fundamentos comuns", isto é, ações entre indivíduos que não interessavam ao rei. Criado entre o final do século XII e o início do século XIII depois de se separar do Tribunal do Tesouro, a Corte de Apelações Comuns serviu como uma das cortes centrais inglesas por cerca de 600 anos. Autorizado pela Magna Carta a se estabelecer num local fixo, o Tribunal Comum sentou-se no Westminster Hall por toda a sua existência, junto do Tribunal do Tesouro e o Tribunal do Banco do Rei.
A jurisdição do tribunal foi gradualmente prejudicada pelo Banco do Rei e pelo Tribunal do Tesouro com ficções jurídicas, a Declaração de Middlesex e o Decreto de Quominus, respectivamente. A Corte de Apelações Comuns manteve sua jurisdição exclusiva sobre questões de bens imóveis até sua dissolução e, devido ao seu amplo mandato, foram considerados por Edward Coke como a "fechadura e a chave da common law". Era composta por um Chefe de Justiça e um número variado de juízes subalternos, que eram necessariamente servos da lei, e até meados do século XIX apenas esses servos podiam pleitear a função.
Como um dos dois principais tribunais de common law com o Banco do Rei, o Tribunal Comum lutou para manter sua jurisdição e número de casos, de uma forma que durante os séculos XVI e XVII foi categorizado como conservador e reacionário. Alcançar um meio de comunicação aceitável com o Tribunal do Banco do Rei e o Tribunal do Tesouro provou ser a ruína de todos as três cortes; com vários tribunais de jurisdição quase idênticos, havia pouca necessidade de órgãos separados, e os tribunais superiores de Westminster foram fundidos pela Lei da Suprema Corte da Judicatura de 1873 em uma única Alta Corte de Justiça. Com o Ordem no Conselho de 16 de dezembro de 1880, a Divisão de Apelações Comuns da Alta Corte deixou de existir, marcando o fim da Corte de Apelações Comuns.

## História

### Origem

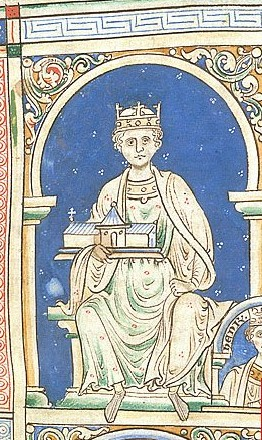
Henrique II da Inglaterra, que originalmente acredita-se ter criado a Corte de Apelações Comuns por meio de um decreto real em 1178

Originalmente, o único "tribunal" fixo era a curia regis, um dos três corpos administrativos centrais junto com o Tesouro e a Chancelaria, a partir dos quais o Tribunal de Chancelaria se formou. Essa curia era a corte do rei, composta pelos conselheiros e cortesãos que o seguiam em suas viagens pelo país. Este não era um tribunal dedicado à justiça, ao invés disso, era um descendente do witenagemot. Em consonância com a curia regis, circuitos de direito administrados por juízes itinerantes faziam justiça em todo o país, operando em caminhos fixos em certos momentos. Esses juízes também eram membros da curia, e ouviriam casos em nome do rei na "curia regis menor". Gradualmente, a curia se dividiu em dois ramos distintos, o coram rege (Banco do Rei) e de banco (Banco Comum ou Fundamentos Comuns). Muita discussão acadêmica ocorre sobre as circunstâncias e épocas de sua fundação. Em 1178, um cronista registrou que, quando Henrique II
soube que o país e os homens eram oprimidos por um grande número de juízes, pois havia dezoito, escolhidos apenas cinco pelo conselho dos sábios de seu reino, — dois escrivães e três leigos, todos de sua família particular —, decretou que estes cinco deveriam ouvir todas as reclamações do reino e fazer o que era certo e não deveriam se afastar da corte do rei, mas deveriam permanecer lá para ouvir as reclamações dos homens, com o entendimento de que, se surgisse entre eles qualquer questão que não pudesse ser levada a uma conclusão por eles, deveria ser apresentada a uma audiência real e ser determinada pelo rei e os homens mais sábios do reino.
Isso foi originalmente interpretado como a fundação do Banco do Rei, com o Tribunal Comum não existindo até a concessão da Magna Carta, que determinava na Seção 17 que os fundamentos comuns (casos entre indivíduos, ao contrário de casos envolvendo o rei) fossem ouvidos em "algum lugar fixo". Isso garantiu que, em vez de a fonte de justiça se mover de um lugar para outro como o rei fazia, haveria um local fixo para onde os reclamantes e réus pudessem viajar para resolver seus problemas. A teoria posterior era que o decreto de Henrique II criava a Corte de Apelações Comuns, não o Banco do Rei, e que este, em vez disso, se separava dos Fundamentos Comuns em algum momento posterior. No século XX, com melhor acesso aos documentos históricos, os historiadores jurídicos chegaram a uma conclusão diferente. Em vez de os Fundamentos Comuns serem criados diretamente da curia regis, eles surgiram do Tribunal do Tesouro, outro órgão separado da curia regis. No início do século XIII começou uma divisão; as crônicas de 1201 identificam o "banco" e o "tesouro" como corpos distintos, e os registros dos Barões do Tesouro e dos juízes de fundamentos comuns mostram uma distinta falta de sobreposição.
A Corte de Apelações Comuns, junto com os outros tribunais superiores, ficava no Westminster Hall desde sua criação. Devido às disposições da Magna Carta, era obrigada a ficar ali; uma história apócrifa diz que Orlando Bridgeman se recusou a mover o tribunal alguns metros para evitar o saque da entrada norte, temendo que isso fosse infringir a Magna Carta. O tribunal ficou em um espaço demarcado por uma barra de madeira (que o advogado ficava atrás) com os oficiais do tribunal sentados em uma grande mesa de carvalho coberta com um pano verde e os juízes em uma plataforma elevada (ou "banco") nos fundos do tribunal.

### Disputa com o Banco do Rei

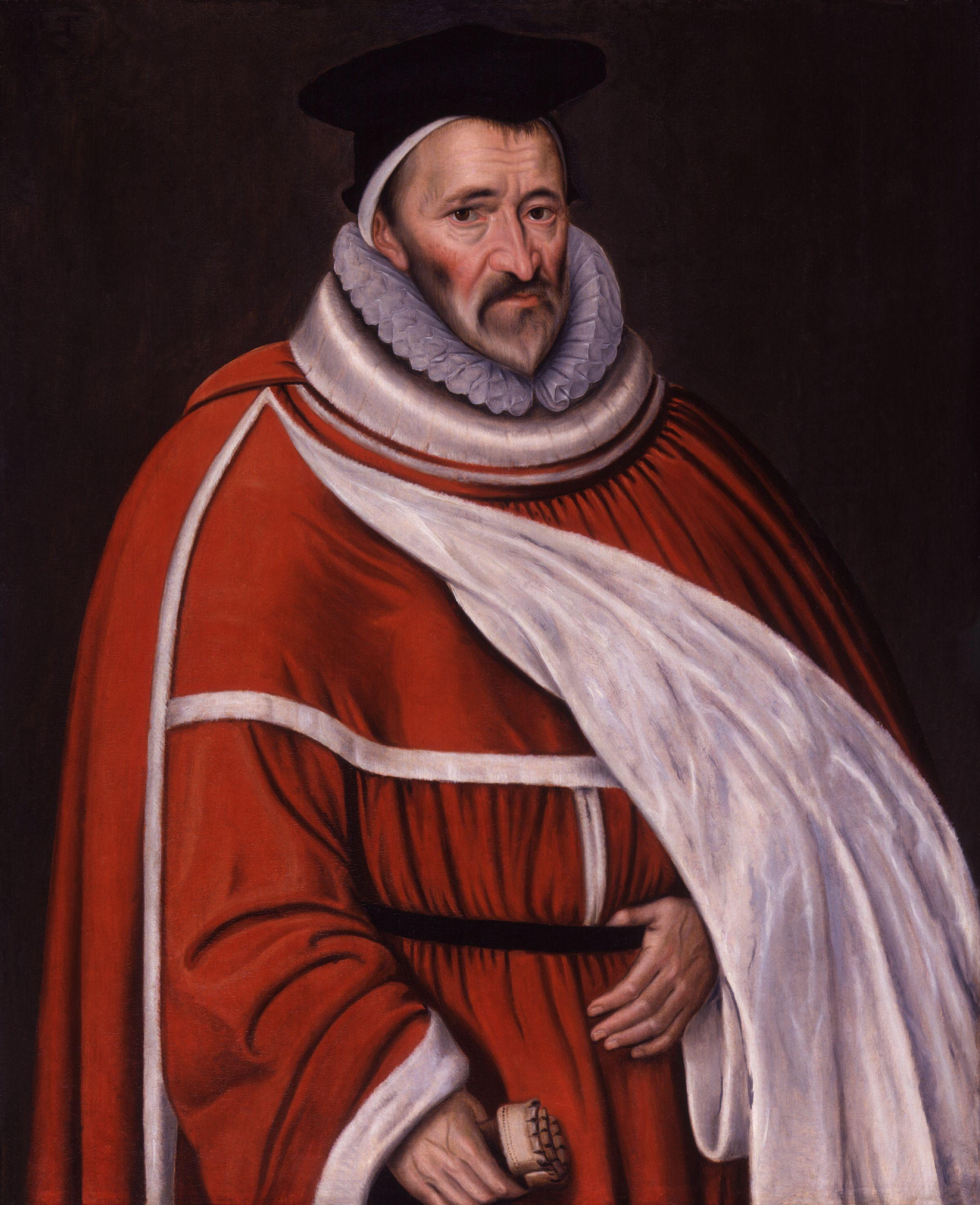
Edmund Anderson, o Chefe de Justiça das Apelações Comuns conservador que colocou a Corte e o Banco do Rei em conflito por causa de uma ação de restituição

Durante o século XV, os tribunais de direito comum foram desafiados pelo direito civil e equidade encontrados na Chancelaria e tribunais semelhantes. Esses tribunais e métodos legais eram muito mais rápidos do que os tribunais de direito comum, de modo que advogados e reclamantes recorriam a eles. Isso foi percebido como uma ameaça aos tribunais de direito comum, por boas razões; entre 1460 e 1540, os negócios dos tribunais de direito comum caíram significativamente, enquanto os casos da Chancelaria aumentaram em número maciço. Em reação a isso, a Tribunal do Banco do Rei desenvolveu seu próprio sistema mais rápido, com a intenção de recuperar os casos, e através de procedimentos como o Decreto de Quominus e Declaração de Middlesex adquiriu uma jurisdição mais ampla. Embora isso tenha conseguido formar um equilíbrio entre os antigos tribunais de direito comum e os novos, foi visto com suspeita pelas Cortes Comuns, que se tornaram altamente reacionárias às mudanças que o Banco do Rei tentou introduzir. Quando o Banco do Rei tentou usar a Declaração de Middlesex para ampliar sua jurisdição, a Corte de Apelações Comuns tornou-se cada vez mais conservadora em suas tentativas de evitar casos de cessão. Isso foi limitado pelo fato de que os três protonotários das Apelações Comuns não conseguiram concordar sobre como cortar custos, deixando o tribunal caro e de maleabilidade limitada, enquanto o Banco do Rei tornou-se mais rápido, mais barato e mais variado em sua jurisdição.
Os problemas durante esse período são mais bem ilustrados pelo "caso John Slade". De acordo com o direito consuetudinário medieval, as reivindicações visando o pagamento de uma dívida ou outras questões só poderiam ser recorridas por meio de uma ação de dívida nas Apelações Comuns, um processo problemático e arcaico. Em 1558, advogados conseguiram criar outro método, aplicado pela Corte do Banco do Rei, por meio da ação de restituição, que era tecnicamente por engano. A ficção jurídica utilizada foi a de que, ao deixar de pagar depois de prometer fazê-lo, o réu havia cometido dolo e era responsável perante o queixoso. A conservadora Corte de Apelações Comuns, por meio do tribunal de apelação da Câmara do Tesouro, passou a anular as decisões tomadas pelo Banco do Rei em ação de restituição, causando atritos entre os tribunais. No caso de Slade, o Chefe de Justiça do Banco do Rei, John Popham, deliberadamente provocou o Tribunal Comum para levar uma ação de restituição a um tribunal superior, onde os juízes do Banco do Rei poderiam votar, permitindo-lhes anular os fundamentos comuns e estabelecer restituição como a principal ação contratual. Após a morte de Edmund Anderson, o mais ativista Francis Gawdy tornou-se Chefe de Justiça do Tribunal Comum, o que levou brevemente a um tribunal menos reacionário e mais revolucionário.
O Interregno concedeu alguma trégua ao Tribunal Comum, que aboliu as multas nos mandados originais, prejudicando o Banco do Rei, contudo em 1660 as multas foram restabelecidas e "então os próprios advogados da Corte de Apelações Comuns ficaram boquiabertos com elas e levaram todos os seus negócios para o Banco do Rei". Em 1661, o Tribunal Comum tentou reverter isso, pressionando por um Ato do Parlamento para abolir os latitats com base em ficções legais, proibindo a "fiança especial" em qualquer caso em que "a verdadeira causa da ação" não fosse expressa no processo. O Banco do Rei contornou isso na década de 1670; a lei não dizia que o processo tinha que ser verdadeiro, então o tribunal continuou a usar ficções legais, simplesmente garantindo que a verdadeira causa da ação fosse expressa no processo, independentemente de estar ou não correta. A Declaração de Middlesex revelou a verdadeira causa da ação, satisfazendo o estatuto de 1661, mas não exigia uma reclamação válida. Isso causou graves atritos dentro do sistema judiciário, e Francis North, Chefe de Justiça do Tribunal Comum, chegou a um compromisso ao permitir tais ficções legais no Tribunal Comum, bem como no Banco do Rei.

### Unidade e dissolução

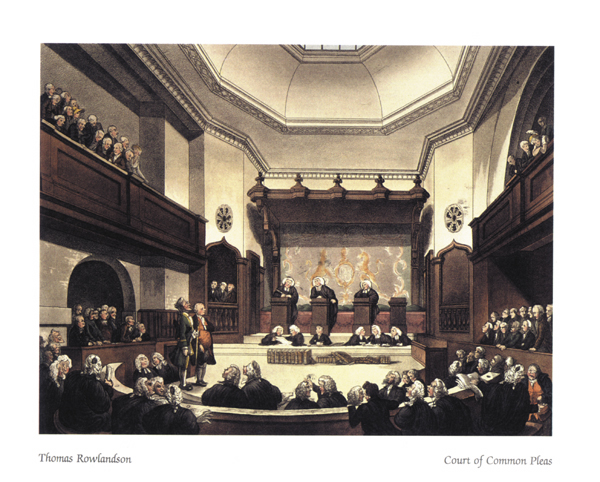
O Tribunal de Apelações Comuns em 1822

O resultado não intencional desses compromissos foi que, no final do reinado de Carlos II, todos os três tribunais de direito comum tinham uma jurisdição semelhante sobre os fundamentos mais comuns, com processos semelhantes. No século XVIII, era costume falar dos "doze juízes" dos três tribunais, não os distinguindo, e os processos de tamanho médio eram divididos igualmente entre eles. Em 1828, Henry Brougham reclamou que 
A jurisdição do Tribunal do Banco do Rei, por exemplo, foi originalmente confinada às apelações da Coroa, e depois estendida às ações em que foi aplicada a violência – ações de transgressão, pela força; mas agora, todas as ações são admissíveis dentro de seus muros, por meio de uma ficção jurídica, que foram adotadas com o propósito de ampliar sua autoridade, que toda pessoa processada está sob a custódia do marechal do tribunal e pode, portanto, ser processada por qualquer causa pessoal de ações. Assim, aos poucos, este tribunal atraiu para si ações que realmente pertencem [...] à Corte de Apelações Comuns. O Tribunal Comum, no entanto [...] nunca foi capaz de obter o conhecimento das (o assunto peculiar da jurisdição do Banco do Rei) Apelações da Coroa [...] o Tesouro adotou um curso semelhante, pois, embora originalmente limitado ao julgamento de casos de receita, ele, por meio de outra ficção – a suposição de que todo o demandado é devedor da Coroa e, ainda, que ele não pode pagar sua dívida, porque a outra parte não o pagará, – abriu suas portas para cada pretendente, e assim atraiu para si o direito de julgar casos, que nunca foram destinados a serem colocados dentro de sua jurisdição.
O objetivo do discurso de Brougham era ilustrar que três tribunais de jurisdição idêntica eram desnecessários e, além disso, criaria uma situação em que os melhores juízes, advogados e casos acabariam indo para um tribunal, sobrecarregando esse órgão e deixando os outros quase inúteis. Em 1823, 43 465 ações foram movidas no Banco do Rei, 13 009 nas Apelações Comuns e 6 778 no Tesouro de Apelações. Não surpreendentemente, os juízes do Banco do Rei estavam "imoderadamente sobrecarregados", os juízes do Tribunal Comum estavam "totalmente ocupado no prazo, e muito ocupado em férias também" e os Barões do Tesouro estavam "comparativamente pouco ocupado em prazo ou férias".
Em resposta a isso e ao relatório de um comitê que investigava o ritmo lento da Corte de Chancelaria, a Comissão Judicial foi formada em 1867, e recebeu uma ampla missão para investigar a reforma dos tribunais, da lei e da profissão de advogado. Cinco relatórios foram emitidos, de 25 de março de 1869 a 10 de julho de 1874, sendo o primeiro (que tratava da formação de um único Supremo Tribunal de Justiça) considerado o mais influente. O relatório descartou a ideia anterior de fundir o direito comum e a equidade e, em vez disso, sugeriu uma única Suprema Corte capaz de utilizar ambos. Em 1870, o Lorde Chanceler, Barão Hatherley, tentou transformar as recomendações em lei por meio de um Ato do Parlamento, mas não se deu ao trabalho de consultar o judiciário ou o líder dos conservadores, que controlavam a Câmara dos Lordes. O projeto enfrentou forte oposição de advogados e juízes, particularmente Alexander Cockburn. Depois que Hatherley foi substituído pelo Conde de Selborne em setembro de 1872, um segundo projeto de lei foi apresentado após consulta ao judiciário; embora na mesma linha, era muito mais detalhado.
O Ato, finalmente aprovada como a Lei da Suprema Corte de Justiça de 1873, fundiu a Corte de Apelações Comuns, o Tesouro, o Banco do Rei e o Tribunal de Chancelaria em um órgão, a Alta Corte de Justiça, com as divisões entre os tribunais permanecendo. Assim, o Tribunal de Apelações Comuns deixou de existir, exceto como Divisão de Apelações Comuns da Alta Corte. A existência dos mesmos tribunais sob um único chefe era uma peculiaridade do direito constitucional, que impedia o rebaixamento compulsório ou a aposentadoria dos presidentes. Por puro acaso, tanto o Lorde Chefe de Justiça da Inglaterra e País de Gales quanto o Chefe Barão do Tesouro morreram em 1880, permitindo a abolição da Divisão de Apelações Comuns e da Divisão do Tesouro por Ordem no Conselho em 16 de dezembro de 1880, com suas funções incorporadas à Divisão do Banco do Rei, com o Lorde Chefe de Justiça do Tribunal de Apelações Comuns tornando-se Lorde Chefe de Justiça da Inglaterra e País de Gales.

## Jurisdição

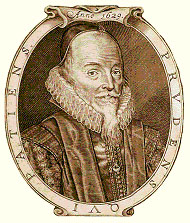
Edward Coke, que chamou essa corte de "a fechadura e a chave do direito comum"

A jurisdição da Corte de Apelações Comuns era sobre "apelações comuns", casos em que o rei não tinha interesse. Isso na prática significava casos entre sujeito e sujeito, incluindo todas as ações tomadas sob praecipe para recuperar dívidas ou bens, que compunham a grande maioria dos casos civis. Como tal, "foi o tribunal que mais do que qualquer outro moldou a lei comum medieval". Foi o tribunal onde a maioria dos alunos ia para aprender, e a maioria dos primeiros relatos de casos vem da Corte de Apelações. O tribunal foi chamado de "a fechadura e a chave da lei comum" por Edward Coke, uma vez que ao longo de sua história foi o único tribunal onde as reivindicações envolvendo o setor imobiliário poderiam ser apresentadas, dando-lhe uma competência mais ampla para estabelecer precedentes do que os outros tribunais. Por quase toda a sua história, sargentos-em-lei e sargentos do rei foram os únicos defensores que receberam direitos de audiência na Corte de Apelações Comuns. Como parte do Corte de Apelações Comuns os sargentos também desempenhavam algumas funções judiciais, como a cobrança de multas. Em 1834, Lorde Brougham emitiu um mandato que abria pleitos na Corte de Apelações Comuns para todos os advogados, sargentos ou não, e isso foi seguido por seis anos até que os sargentos pediram com sucesso à rainha para derrubá-lo como inválido. Os sargentos só desfrutaram de sua posição renovada por mais seis anos, no entanto, antes da intervenção do Parlamento. O Ato dos Profissionais em Apelações Comuns de 1846, de 18 de agosto de 1846, permitiu que todos os advogados exercessem ofício na Corte de Apelações Comuns.
A partir do século XIII, essa corte podia emitir seus próprios escritos e não dependia da Corte de Chancelaria, onde esses documentos geralmente se originavam. Estes foram selados com o Grande Selo do Rei até pelo menos 1338, juntamente com o selo dos juízes; os escritos da chancelaria tinham seu próprio selo independente. Os documentos eram, a partir de 1350, considerados aceitáveis se apenas marcados com o selo dos juízes. Em 1344, o rei criou um selo separado às Apelações Comuns, permitindo-lhes processar casos sem envolver a Chancelaria ou o rei. O tribunal estava em pé de igualdade com o Tesouro de Apelações, Corte de Chancelaria e Banco do Rei em relação à transferência de casos entre eles. Quaisquer erros por parte das Apelações Comuns seriam corrigidos pelo Banco do Rei através de uma ação separada movida lá. Graças à Declaração de Middlesex e outras novelas legais, o Banco do Rei ganhou grande parte da jurisdição das Apelações Comuns, embora as Apelações Comuns continuasse sendo o único lugar onde reivindicações do setor imobiliário poderiam ser apresentadas.

## Estrutura

### Juízes

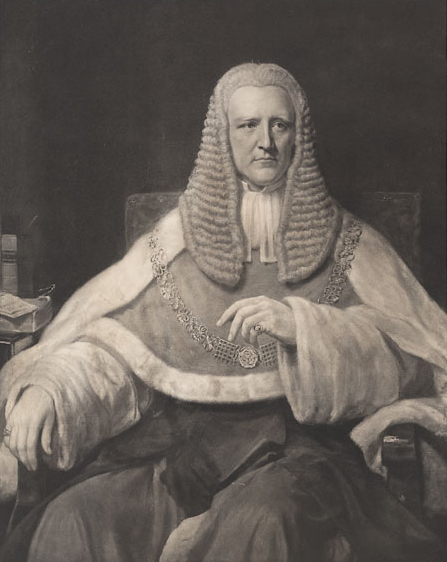
John Coleridge, o último Chefe de Justiça das Apelações Comuns.

A Corte de Apelações Comuns foi composto por vários juízes, sob um Chefe de Justiça. O número de juízes em qualquer época variava; entre 1377 e 1420 eram geralmente quatro, passando para cinco de 1420 a 1471. De 1471 em diante, o número foi fixado em três. Isso mudou no século XIX; foram feitas provisões para a nomeação do quarto e quinto juízes em 1830 e 1868, respectivamente. Desde o início do século XIV, os juízes foram nomeados via cartas patentes feitas sob o Grande Selo, e exerciam suas nomeações "sob a vontade do Rei". Os juízes recebiam a mesma remuneração que os juízes do Tesouro de Apelações e a Corte do Banco do Rei; £ 1.000 em 1660, aumentado para £ 2.000 em 1759 e £ 4.000 em 1809. A partir de 1799, as pensões também foram concedidas a juízes aposentados. oficiais judiciais na Inglaterra, atrás apenas do Alto Lorde Chanceler da Inglaterra e do Lorde Chefe de Justiça do Bando do Rei (ou da Rainha). Inicialmente, o cargo de Chefe de Justiça não era uma nomeação; dos juízes que serviam no tribunal, um se tornava mais respeitado do que seus pares, e por isso era considerado o juiz "chefe". A posição foi formalizada em 1272 com a elevação de Gilberto de Preston, e a partir de então foi considerado um papel formalmente nomeado semelhante aos cargos de Chefe de Justiça do Banco do Rei e Chefe Barão do Tesouro.
Tanto o puisne quanto os chefes de justiça foram obrigados a ser sargentos-em-lei, e foram nomeados por cartas patentes. O sargento seria então saudado pelo Lorde Chanceler, que o informaria de sua nova posição; as cartas patentes seriam então lidas na corte, e o novo juiz juraria fazer "justiça sem favor, a todos os homens que implorassem diante dele, amigos e inimigos igualmente", não "demorar a fazê-lo, mesmo que o rei deva ordenar-lhe por suas cartas ou oralmente o contrário" ou "receber de qualquer pessoa, exceto do rei, qualquer taxa ou outra pensão ou libré, nem receber qualquer presente dos pleiteantes antes dele, exceto comida e bebida de baixo preço".  A inovação da nomeação por carta patente foi um esquema de Eduardo III para evitar o potencial suborno, fornecendo um método através de quais os juízes poderiam ser pagos. Essa renda foi complementada por meio de trabalhos em comissões de vereditos, entregas de carceragem e oyer and terminer. A justiça também receberia honorários das partes em juízo, por meio das custas de mandados judiciais.

### Outros ofícios

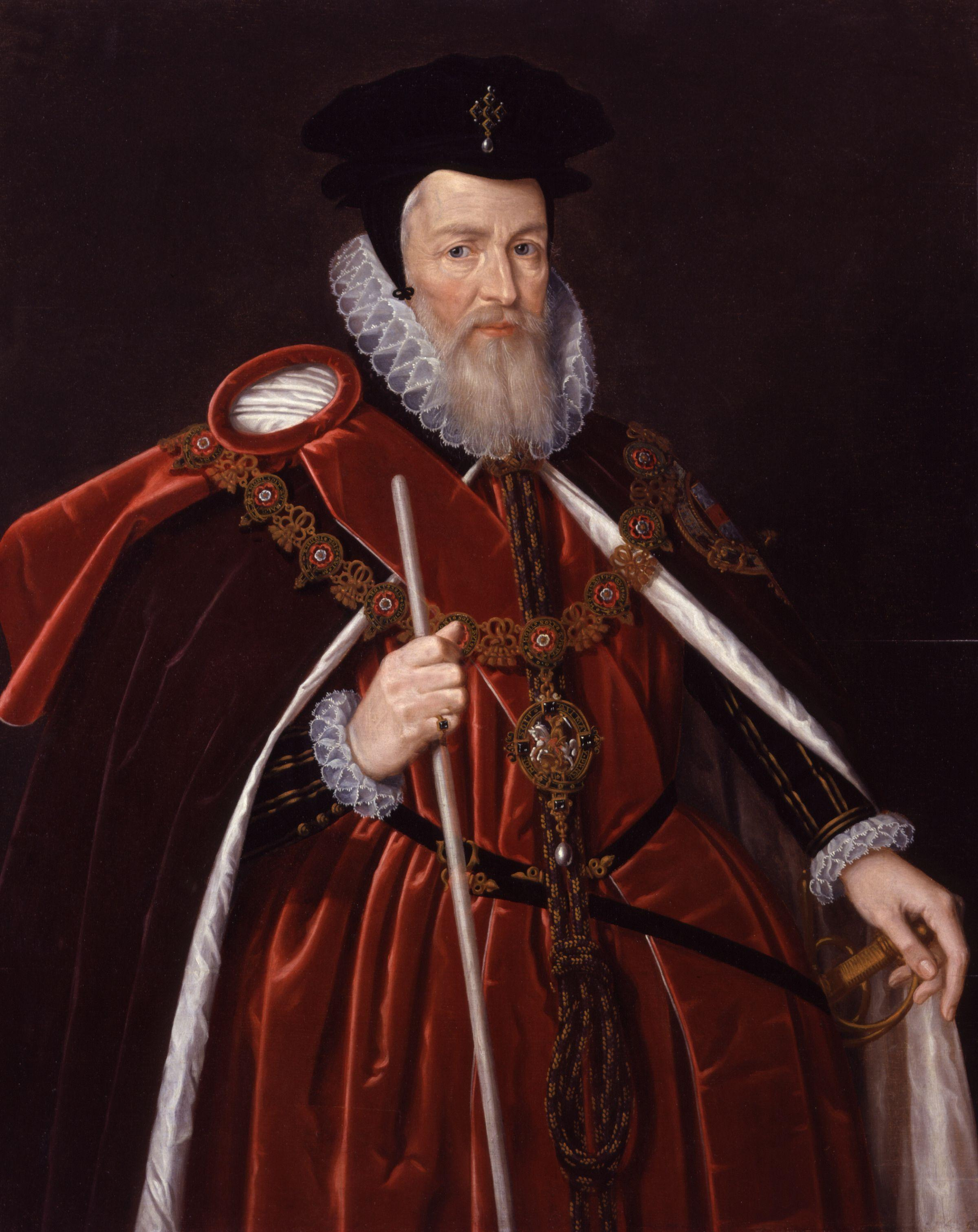
Guilherme Cecil, que serviu como Custos Brevium.

Os juízes eram assistidos por uma equipe de mais de 50 funcionários, a maioria dos quais estava no Westminster Hall, mas também mantinha escritórios nas várias Inns of Court. O escrivão-chefe era o Custos Brevium, nomeado pela coroa, mas na prática os assuntos de escriturário eram tratados por seu vice, pois o cargo era um favor real e não uma nomeação judicial séria. A coroa também nomeou o quirógrafo do tribunal, o oficial responsável por anotar os acordos finais e arquivar registros de multas. Outro funcionário de alto escalão foi o Escriturário dos Foragidos, um sub-secretário do Procurador-Geral para Inglaterra e País de Gales, que foi encarregado de registrar cauções para proteger os interesses do rei na lei comum. Em 1541, seu cargo foi substituído pelo cargo de Escrivão do Processo do Rei. Outros cargos criados durante o reinado de Henrique VIII incluem o Escrivão dos Cauções em 1432, que registrou dívidas garantidas por fianças e o escritório de Depositário de Dívidas, que foi encarregado de receber e registrar o dinheiro que entrava na corte por meio de dívidas e multas, e foi nomeado pela primeira vez em 1536.
Devido ao seu conhecimento técnico, os oficiais mais importantes foram os três protonotários, sendo o primeiro e o terceiro nomeados pelo Chefe de Justiça e o segundo pelo Chefe de Justiça a conselho do Custos Brevium. Eram responsáveis por registrar registros de litígios, incluindo qualquer coisa que levantasse uma questão de direito, e eram frequentemente consultados pela corte devido ao seu conhecimento técnico detalhado. O Chefe de Justiça também nomeou o Escrivão dos Mandados, Escriturário do Tesouro (também conhecido como o Escriturário do Inferno), o Guardião do Selo, o Escriturário de Essoins e o Escriturário de Cauções de Multas e Recuperações (que era oficialmente o próprio escrivão do Chefe de Justiça, ao invés da corte), bem como outros funcionários. O Custos Brevium nomeou o Escrivão do Júri, responsável pela emissão dos mandados de Habeas corpus.
Havia quatro Exigenteres encarregados de emitir e controlar o processo de declarar alguém um fora-da-lei, com cada Exigenter atribuído a um conjunto de condados. A mais valiosa das exigenterados foi os de Londres, Middlesex, Sussex, Kent, Dorset, Somerset, Devon, Cambridgeshire, Huntingdonshire, Bristol e Exeter devido ao número de processos a cada ano, com Londres sozinha lidando com mais de 100 documentos por ano pelo meados da década de 1550. Por tradição, o Exigenter para Yorkshire e outros condados do norte também era Filazer para Nortúmbria, Westmorland, Cúmbria e Newcastle, e Escriturário da Prata do Rei para todo o país. Havia também treze Filazeres, que dividiam condados entre si de acordo com divisões históricas, e foram encarregados de arquivar mandados judiciais para seus condados e transferi-los para o Custos Brevium para arquivamento. Um décimo quarto Filazer foi nomeado para Monmouthshire em 1542, mas fora isso não houve mudanças na posição até a abolição da corte.
O Diretor da Prisão Fleet, que também era o guardião do Westminster Hall, foi encarregado de mantê-la limpa e cuidar das lojas e cabines nas laterais. Apesar de atuar como carcereiro do Tesouro de Apelações, Corte de Chancelaria e Câmara Estrelada como parte de suas funções, o diretor era considerado um funcionário da Corte de Apelações Comuns. Todos os oficiais de justiça tinham nomeações vitalícias, e só poderiam ser removidos por mau comportamento. Apesar disso, o grande número de cargos fez com que vários fossem reconduzidos no mandato de cada Chefe de Justiça, e vendê-los poderia ser muito lucrativo.

## Bibliography
- Adams, George Burton (1920). «Origin of the English Courts of Common Law». Yale University. Yale Law Journal. 30 (8). ISSN 0044-0094
- Baker, J.H (2003). The Oxford History of the Laws of England Volume IV. Oxford: Oxford University Press. ISBN 0-19-825817-8
- —— (2002). An Introduction to English Legal History. [S.l.]: Butterworths. ISBN 0-406-93053-8
- Boyer, Allen D. (2003). Sir Edward Coke and the Elizabethan Age. Redwood City: Stanford University Press. ISBN 0-8047-4809-8
- Bryson, W.H. (2008). The Equity Side of the Exchequer. Cambridge: Cambridge University Press. ISBN 978-0-521-07659-3
- Hamlin, Elbert B. (1935). «The Court of Common Pleas». Connecticut Bar Journal. 9 (1). ISSN 0010-6070
- Hastings, Margaret (1947). The Court of Common Pleas in Fifteenth Century England: A study of legal administration and procedure. Ithaca, NI: Cornell University Press. OCLC 408377
- Haydn, Joseph (1851). The book of dignities: containing rolls of the official personages of the British Empire from the earliest periods to the present time together with the sovereigns of Europe, from the foundation of their respective states; the peerage of England and Great Britain. [S.l.]: Longmans. OCLC 5281608
- Ibbetson, David (1984). «Sixteenth Century Contract Law: Slade's Case in Context». Oxford University Press. Oxford Journal of Legal Studies. 4 (3). ISSN 0143-6503
- Kemp, Brian (1973). «Exchequer and Bench in the Later Twelfth Century -- Separate or Identical Tribunals?». Oxford University Press. The English Historical Review. 88 (348). ISSN 0013-8266
- Kiralfy, A.K.R (1962). Potter's Historical Introduction to English Law and Its Institutions. Londres: Sweet & Maxwell, Ltd.
- Manchester, A.H. (1980). Modern Legal History. [S.l.]: Butterworths. ISBN 0-406-62264-7
- Megarry, Robert (1972). Inns Ancient and Modern. [S.l.]: Selden Society. ISBN 0-85490-006-3
- Polden, Patrick (2002). «Mingling the waters: personalities, politics and the making of the Supreme Court of Judicature». Cambridge University Press. Cambridge Law Journal. 61 (3). ISSN 0008-1973
- Pulling, Alexander (1884). The Order of the Coif. [S.l.]: William Clows & Sons Ltd. OCLC 2049459
- Pugsley, David (2004). «Coleridge, Sir John Taylor». Oxford University Press. Oxford Dictionary of National Biography. doi:10.1093/ref:odnb/5887. Consultado em 18 de outubro de 2021
- Sainty, John (1993). The Judges of England 1272 -1990: a list of judges of the superior courts. Oxford: Selden Society. OCLC 29670782
- Simpson, A.W.B. (2004).  Allen D. Boyer, ed. The Place of Slade's Case in the History of Contract. Col: Law, Liberty and Parliament: Selected Essays on the Writings of Sir Edward Coke. [S.l.]: Liberty Fund. ISBN 0-86597-426-8
- Turner, Ralph V. (1977). «The Origins of Common Pleas and King's Bench». Temple University. The American Journal of Legal History. 21 (3). ISSN 0002-9319
- Warren, Edward (1942). «Serjeants-at-Law; The Order of the Coif». University of Virginia School of Law. Virginia Law Review. 28 (7). ISSN 0042-6601
- Wilkinson, B. (1927). «The Seals of the Two Benches under Edward III». Oxford University Press. The English Historical Review. 42 (167). ISSN 0013-8266